# Range Rover Velar
Range Rover Velar – samochód osobowy typu SUV klasy średniej produkowany pod brytyjską marką Land Rover od 2017 roku.

## Historia i opis modelu

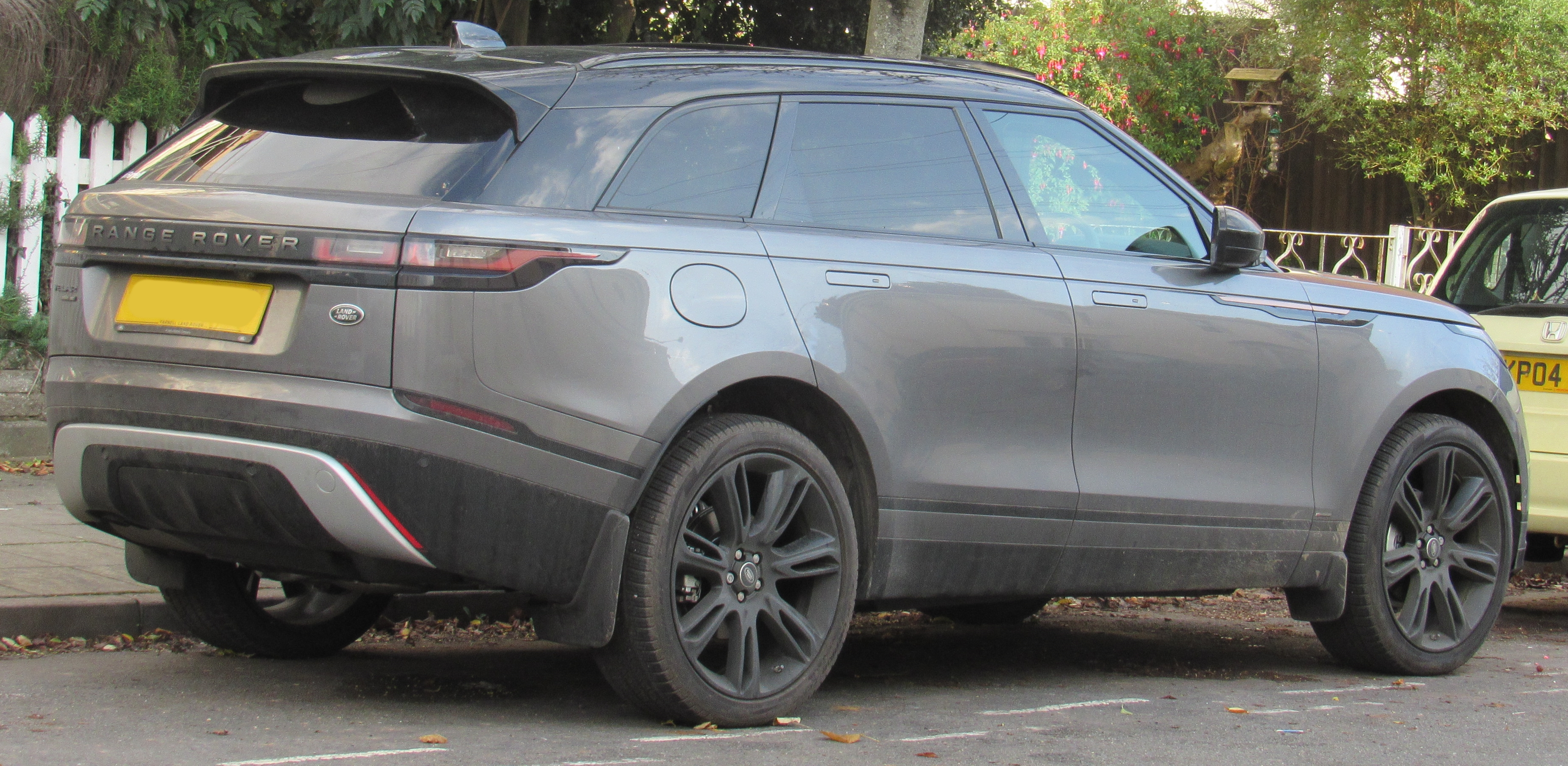
Range Rover Velar - tył

Range Rover Velar został przedstawiony w lutym 2017 roku jako zupełnie nowy model w ofercie producenta. Pod kątem stylistycznym, utrzymano go w nowej odsłonie estetyki zapoczątkowanej w 2011 roku przez pierwszą generację modelu Evoque. Charakterystycznymi elementami stylistyki Velara zostały podłużne przednie i tylne lampy, a także schowane klamki, które aktywują się po naciśnięciu. Oświetlenie wykonano w technologii LED.
Samochód został zbudowany na platformie wspólnej z Jaguarem F-Pace, od którego Velar jest jednak dłuższy. Samochód standardowo wyposażony jest w napęd na cztery koła, a ponadto wyposażony jest w regulowany prześwit pozwalający na brodzenie w płytkim błocie. 
Range Rover Velar skompletował ofertę Range Rovera jako czwarty i zarazem ostatni model w gamie. Sprzedaż modelu ruszyła w Polsce w połowie 2017 roku.